# ام‌بی‌کی پارتنرز
ام‌بی‌کی پارتنرز (انگلیسی: MBK Partners) شرکت سرمایه‌گذاری کره‌ای است، که در سال ۲۰۰۵ تأسیس شد.